# حجة (محافظة)
تقع محافظة حجة في اليمن إلى الشمال الغربي من العاصمة صنعاء، وتبعد عنها حوالي 123 كيلو متراً، ويشكل سكان المحافظة ما نسبته 7.5% من إجمالي سكان اليمن، وتحتل المرتبة الخامسة بين محافظات الجمهورية من حيث عدد السكان، وعدد مديرياتها 31 مديرية، ومدينة حجة مركز المحافظة، وأهم مدنها حرض وعبس. حيث أن الزراعة والرعي النشاطان الرئيسيان للسكان، إذ تنتج المحافظة ما نسبته 6.8% من إجمالي إنتاج المحاصيل الزراعية في الجمهورية اليمنية، وأهم محاصيلها الزراعية الفواكه والمحاصيل النقدية والخضروات والحبوب، فضلاً عن تربية النحل والاصطياد السمكي في مناطقها الساحلية. وتحاذي محافظة حجة الحدود السعودية، لذا فهي تشهد نشاطاً تجارياً متميزاً، يتمثل بحركة النقل والتجارة من خلال منفذ حرض الذي يعد من أهم المنافذ الجمركية للجمهورية اليمنية. يوجد في أراضي المحافظة بعض المعادن من أهمها الذهب، النحاس، النيكل، الكوبلت، الرخام، الفلسبار والكوارتز. والمعالم السياحية في المحافظة كثيرة ومتنوعة أهمها قرية الضفير.

## التسمية
يعود تسميتها إلى «حجة بن أسلم بن علي بن زيد بن جشم بن حاشد»، وقول أخر بأنها بطن من بطون "حجور بن أسلم وكل بلاد حجة من «حجور»"، الذي يرجع نسبه إلى قبائل حجور وحجة «حجور بن أسلم بن عليان بن زيد بن عريب بن جشم بن حاشد» هو أخو حجور الذي ينسب له اسم محافظة حجة وغيرها من البلاد المتاخمة للمخلاف السليماني جنوب المملكة العربية السعودية، واستناداً على علم الأنساب ومعجم القبائل اليمنية فإن قبائل بني العطير تنتشر في أغلب المحافظة ولها تاريخ عريق في المنطقة وأن أغلب القبائل المتواجدة في حجة همدانية تنتسب لبطون حاشد وبكيل وقبائل أشعرية وأزدية (تهامة).

## الجغرافيا
تبلغ المساحة حوالي 8227 كم2 وتتوزع على 31 مديرية.
لها سلسلة جبال: جبال قارة وجبال تمم وجبل كحلان في مديرية كحلان وجبل عقارب في مديرية المغربة ويقع في أعلى الجبل حصن وهوه من أقدم الحصون المشيدة وجبل القرعة في مديرية المفتاح وجبل القاهرة في المحابشة، جبل حرم وجبل الشاهل وجبل طيفيان.

## المناخ
يسود المناطق الجبلية في محافظة حجة المناخ المعتدل صيفاً والبارد شتاءً، أمَّا مناطق السهول الساحلية فيسودها المناخ المداري الحار والرطب صيفاً والمعتدل شتاءً

### الأمطار
تتميز المنطقة الشرقية للمحافظة خصوصا الجبلية منها بأنها أكثر حظاً بسقوط الأمطار الموسمية في فصل الصيف وكما تسقط على أجزائها بعض الأمطار الشتوية ولكن بكميات قليلة أما المناطق الغربية فتشهد أمطار صيفية ولكن اقل من المناطق الشرقية.

## التقسيم الإداري
وفقاً لآخر تقسيم إداري بلغ عدد المديريات في محافظة حجة (31) مديرية:
| 1 مديرية أسلم 2 مديرية أفلح الشام 3 مديرية أفلح اليمن 4 مديرية الجميمة 5 مديرية الشاهل 6 مديرية الشغادرة 7 مديرية المحابشة 8 مديرية المغربة 9 مديرية المفتاح 10 مديرية بكيل المير | 11 مديرية بني العوام 12 مديرية بني قيس الطور 13 مديرية حجة 14 مديرية حرض 15 مديرية حيران 16 مديرية خيران المحرق 17 مديرية شرس 18 مديرية عبس 19 مديرية قارة 20 مديرية قفل شمر | 21 مديرية كحلان الشرف 31 مديرية وضرة 22 مديرية كحلان عفار 23 مديرية كشر 24 مديرية كعيدنة 25 مديرية مبين 26 مديرية مدينة حجة 27 مديرية مستباء 28 مديرية ميدي 29 مديرية نجرة 30 مديرية وشحة |  |

| م      | المديرية             | العزل | عدد القرى | المدن | عدد الحارات | عدد الجزر |
| ------ | -------------------- | ----- | --------- | ----- | ----------- | --------- |
| 1      | مديرية بكيل المير    | 5     | 151       |       |             |           |
| 2      | مديرية حرض           | 5     | 162       | 1     | 17          | -         |
| 3      | مديرية ميدي          | 4     | 18        | 1     | 14          | 67        |
| 4      | مديرية عبس           | 7     | 346       | 2     | 38          | -         |
| 5      | مديرية حيران         | 2     | 14        | 1     | 10          | -         |
| 6      | مديرية مستباء        | 3     | 53        | 1     | 6           | -         |
| 7      | مديرية كشر           | 9     | 164       | 1     | 6           | -         |
| 8      | مديرية الجميمة       | 9     | 137       | 1     | 5           | -         |
| 9      | مديرية كحلان الشرف   | 5     | 47        | -     | -           | -         |
| 10     | مديرية أفلح الشام    | 4     | 93        | -     | -           | -         |
| 11     | مديرية خيران المحرق  | 5     | 123       | 1     | 3           | -         |
| 12     | مديرية أسلم          | 3     | 357       | -     | -           | -         |
| 13     | مديرية قفل شمر       | 4     | 206       | -     | -           | -         |
| 14     | مديرية أفلح اليمن    | 5     | 116       | -     | -           | -         |
| 15     | مديرية المحابشة      | 5     | 55        | 1     | 29          | -         |
| 16     | مديرية المفتاح       | 4     | 47        | 1     | 6           | -         |
| 17     | مديرية المغربة       | 3     | 200       | 1     | 6           | -         |
| 18     | مديرية كحلان عفار    | 8     | 122       | 1     | 5           | -         |
| 19     | مديرية شرس           | 3     | 95        | -     | -           | -         |
| 20     | مديرية مبين          | 7     | 119       | 1     | 5           | -         |
| 21     | مديرية الشاهل        | 4     | 96        | 1     | 9           | -         |
| 22     | مديرية كعيدنة        | 7     | 175       | 1     | 7           | -         |
| 23     | مديرية وضرة          | 6     | 28        | 1     | 14          | -         |
| 24     | مديرية بني قيس الطور | 4     | 116       | 1     | 1           | -         |
| 25     | مديرية الشغادرة      | 10    | 118       | 1     | 4           | -         |
| 26     | مديرية نجرة          | 6     | 60        | -     | -           | -         |
| 27     | مديرية بني العوام    | 8     | 194       | -     | -           | -         |
| 28     | مديرية مدينة حجة     | 3     | 75        | -     | 43          | -         |
| 29     | مديرية حجة           | 7     | 114       | -     | -           | -         |
| 30     | مديرية وشحة          | 4     | 238       | -     | -           | -         |
| 31     | مديرية قارة          | 1     | 81        | -     | -           | -         |
| إجمالي | إجمالي               | 160   | 3,920     | 19    | 230         | 67        |

## السكان
يبلغ عدد سكان محافظة حجة وفقاً لنتائج التعداد العام للسكان والمساكن والمنشآت لعام 2004م 1.479.568 نسمه وينمو السكان سنويا بمعدل (3.04%).

## التضاريس
تتوزع تضاريس محافظة حجة بين سلاسل المرتفعات الجبلية مثل سلسلة جبال المغربة وجبال الشرفين  وحجور وسلسلة جبال كحلان وسلسلة جبال وشحة وكشر وغيرها، وبين سهول ساحلية واسعة في بني قيس المطلة على الطور حيث مسيل وادي لاعه ومنطقة عبس السهلية التي تمتد إلى البحر بمسافة (50 كم) وإلى الشرق منها توجد سلسلة من الهضاب تتصل بهضاب حجور، بالإضافة إلى المناطق السهلية في ميدي وحرض وعبس.